# Спящий дракон

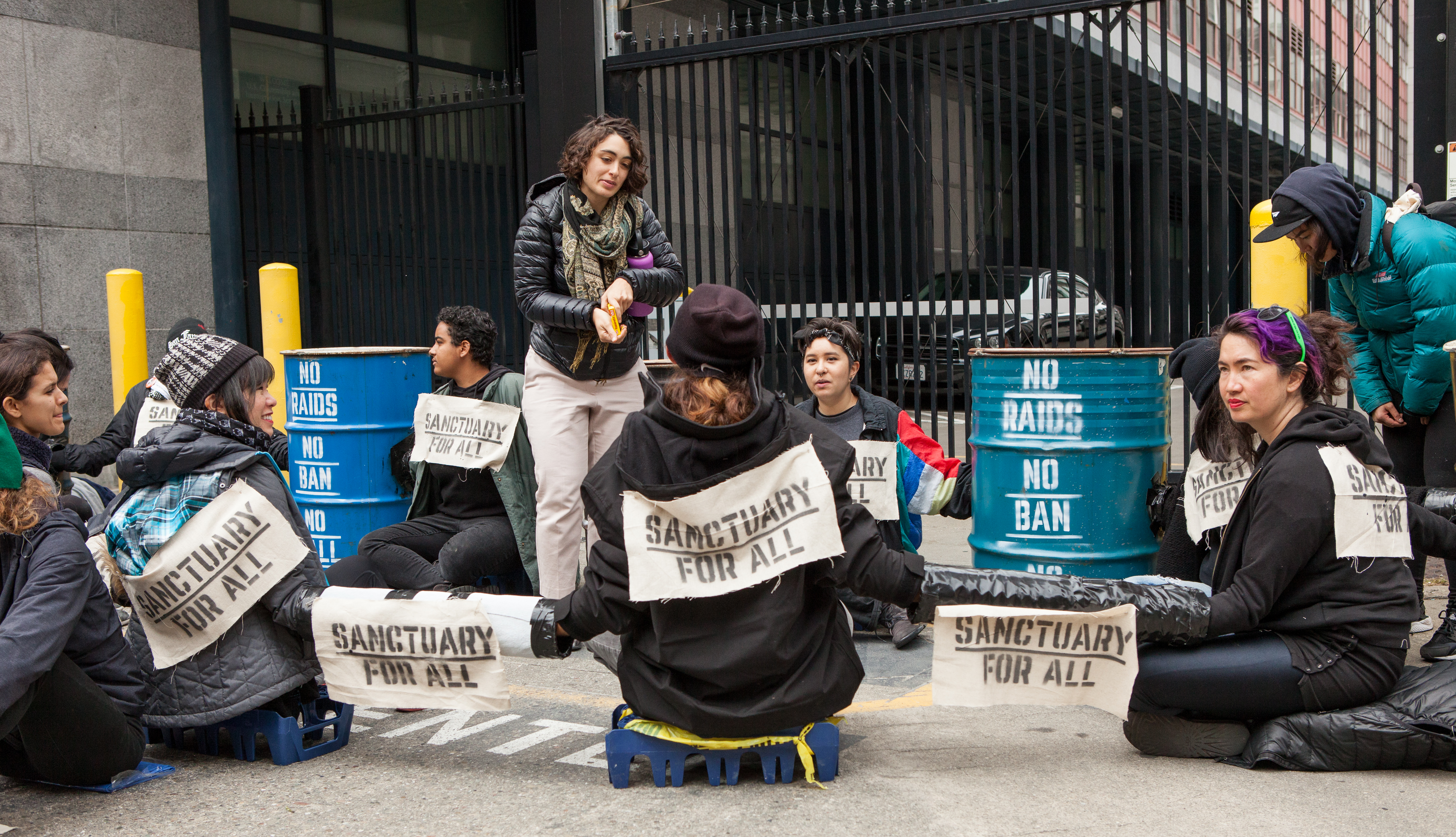
Протестующие блокируют «спящим драконом» подъездную дорогу на митинге против иммиграционного и таможенного контроля (ICE) в Сан-Франциско. Февраль 2018 года.

Спящий дракон (англ. sleeping dragon) — приём, используемый во время акций протеста. Участники сковываются между собой наручниками внутри ПВХ труб, что не позволяет полиции просто использовать болторезы для снятия наручников. 
Улучшенные варианты подразумевают покрытие трубы из ПВХ субстанциями, затрудняющими ее разрушение. Это могут быть, например, проволочная сеть, смолы и клейкая лента. Другим вариантом является заливка ПВХ трубы бетоном в бочке таким образом, чтобы нельзя было получить доступ к ней без предварительного разрушения всего бетона.

## Методы удаления
Как правило, сотрудники полиции не знают, что находится внутри «спящего дракона», пока не разрежут его. Труба может быть разрезана при помощи таких инструментов, как угловая шлифовальная машина, круглая или сабельная пила, затем болторез, а в случае бетона — молоток, зубило и перфоратор. На стальных трубах используют абразивные пилы по металлу, ленточную пилу и угловую шлифовальную машину. Сотрудники могут надеть на протестующих огнезащитные колпаки и наушники, чтобы защитить их от искр и шума.
После проделывания инспекционного отверстия через него перерезается цепь наручников.
В 2018 году полиция Сиэтла создала Группу по аппаратному удалению (Apparatus Removal Team, АРТ) в ответ на применение протестующими «спящих драконов». Сотрудники группы прошли специальное обучение и получили оборудование для резки металла и пластика без нанесения травм протестующим. Один из используемых ими приёмов заключается в предварительном нанесении на кожу протестующего куска ярко окрашенного пластика, для получения хорошо видимой пластиковой стружки, прежде чем будет нанесена травма.